# Campionati del mondo di atletica leggera indoor 2014 - Salto in alto maschile
La gara del salto in alto maschile si è svolta in 2 giorni, l'8 ed il 9 marzo. I 17 qualificati hanno dovuto superare la soglia di 2.30 per poter accedere alla competizione.

## Risultati

### Qualificazioni
Si qualificano gli atleti che superano 2,31 m o rientrano nei primi 8.
| Pos | Name                  | Naz                    | 2.16 | 2.21 | 2.25 | 2.28 | Ris  | Note  |
| --- | --------------------- | ---------------------- | ---- | ---- | ---- | ---- | ---- | ----- |
| 1   | Andrij Procenko       | Ucraina (bandiera)     | o    | o    | o    | o    | 2.28 | q     |
| 1   | Daniil Cyplakov       | Russia (bandiera)      | o    | o    | o    | o    | 2.28 | q     |
| 3   | Michael Mason         | Canada (bandiera)      | o    | o    | xo   | o    | 2.28 | q     |
| 3   | Mutaz Essa Barshim    | Qatar (bandiera)       | xo   | o    | o    | o    | 2.28 | q     |
| 5   | Zhang Guowei          | Cina (bandiera)        | o    | o    | o    | xo   | 2.28 | q, SB |
| 6   | Erik Kynard           | Stati Uniti (bandiera) | o    | xo   | o    | xo   | 2.28 | q     |
| 7   | Marco Fassinotti      | Italia (bandiera)      | o    | o    | o    | xxx  | 2.25 | q     |
| 7   | Ivan Uchov            | Russia (bandiera)      | o    | –    | o    | –    | 2.25 | q     |
| 9   | Mihai Donisan         | Romania (bandiera)     | o    | xo   | o    | xxx  | 2.25 |       |
| 10  | Wang Yu               | Cina (bandiera)        | o    | o    | xo   | xxx  | 2.25 | SB    |
| 11  | Robert Grabarz        | Regno Unito (bandiera) | xo   | xo   | xo   | xxx  | 2.25 |       |
| 12  | Tom Parsons           | Regno Unito (bandiera) | o    | o    | xxo  | xxx  | 2.25 |       |
| 13  | Dusty Jonas           | Stati Uniti (bandiera) | o    | o    | xxx  |      | 2.21 |       |
| 13  | Ali Mohd Younes Idris | Sudan (bandiera)       | o    | o    | xxx  |      | 2.21 |       |
| 15  | Ryan Ingraham         | Bahamas (bandiera)     | o    | xxo  | xxx  |      | 2.21 |       |
| NCL | Donald Thomas         | Bahamas (bandiera)     | xxx  |      |      |      | NM   |       |
| NCL | Arturo Chávez         | Perù (bandiera)        | xxx  |      |      |      | NM   |       |

### Finale
| Pos | Nome               | Naz                    | 2.20 | 2.25 | 2.29 | 2.32 | 2.34 | 2.36 | 2.38 | 2.40 | Ris  | Note |
| --- | ------------------ | ---------------------- | ---- | ---- | ---- | ---- | ---- | ---- | ---- | ---- | ---- | ---- |
| 1   | Mutaz Essa Barshim | Qatar (bandiera)       | o    | o    | o    | o    | o    | o    | o    | xxx  | 2.38 | AR   |
| 2   | Ivan Uchov         | Russia (bandiera)      | o    | –    | o    | –    | o    | –    | xxo  | xxx  | 2.38 |      |
| 3   | Andrij Procenko    | Ucraina (bandiera)     | o    | o    | o    | xxo  | x–   | o    | xxx  |      | 2.36 | PB   |
| 4   | Erik Kynard        | Stati Uniti (bandiera) | o    | o    | o    | xo   | o    | x–   | xx   |      | 2.34 | SB   |
| 5   | Daniil Cyplakov    | Russia (bandiera)      | o    | o    | o    | xo   | x–   | xx   |      |      | 2.32 |      |
| 6   | Marco Fassinotti   | Italia (bandiera)      | o    | o    | o    | xxx  |      |      |      |      | 2.29 |      |
| 7   | Zhang Guowei       | Cina (bandiera)        | xo   | xxo  | xo   | xxx  |      |      |      |      | 2.29 | SB   |
| 8   | Michael Mason      | Canada (bandiera)      | o    | o    | xxx  |      |      |      |      |      | 2.25 |      |